# Бусеро
Бусеро (итал. Bussero) је насеље у Италији у округу Милано, региону Ломбардија.
Према процени из 2011. у насељу је живело 8529 становника. Насеље се налази на надморској висини од 141 м.

## Становништво
| 1931. | 1936. | 1951. | 1961. | 1971. | 1981. | 1991. | 2001. | 2011. |
| ----- | ----- | ----- | ----- | ----- | ----- | ----- | ----- | ----- |
| 2.017 | 2.006 | 2.240 | 2.503 | 2.937 | 4.481 | 7.313 | 8.493 | 8.532 |